# Лукьяненко, Артём Вячеславович
Лукьяненко Артём Вячеславович (род. 30 января 1990, Ростов-на-Дону) ― российский легкоатлет, бронзовый призёр чемпионата мира в помещении 2012 года, бронзовый призер первенства Европы среди молодежи (2011), победитель и серебряный призер командного кубка Европы (2013, 2014), чемпион России (2012, 2013, 2015, 2019). Специализируется в многоборье.
Мастер спорта международного класса.